# پویایی شبکه
پویایی شبکه (Network Dynamics) یک زمینه تحقیقاتی پویا و میان‌رشته‌ای است که به بررسی شبکه‌هایی که دستخوش تغییرات زمانی می‌شوند اختصاص دارد. این تغییرات می‌تواند به طرق مختلفی از جمله تغییر در ساختار اتصالات بین واحدهای شبکه، تغییرات در وضعیت داخلی جمعی شبکه یا ترکیبی از هر دو ظاهر شود.
شبکه‌های مورد بررسی در این زمینه رشته‌های زیادی را شامل می‌شود که شامل زیست‌شناسی، شیمی، فیزیک، جامعه‌شناسی، اقتصاد، علوم کامپیوتر و غیره می‌شود و عموما تحت عنوان علم شبکه برسی می‌شوند. این سیستم‌های شبکه‌ای معمولاً به‌عنوان سیستم‌های پیچیده شناخته می‌شوند که در آن واحدهای متعددی از طریق توپولوژی‌های تعاملی خاص و بالقوه در حال تکامل به هم متصل می‌شوند.
در مطالعه پویایی شبکه، اصطلاح «واحدها» می‌تواند به واحدهای منفرد درون شبکه، مانند گره‌ها در یک شبکه اجتماعی، پروتئین‌ها در یک شبکه بیولوژیکی یا رایانه‌ها در یک شبکه رایانه‌ای اشاره کند. پویایی این واحدها ممکن است شامل تغییرات در اتصال، فعال سازی، غیرفعال کردن، یا سایر ویژگی‌های مرتبط باشد.
یکی از جنبه‌های کلیدی پویایی شبکه، کاربرد آن برای درک سیستم‌های پیچیده است. این سیستم‌ها که در زمینه‌های متنوع یافت می‌شوند، از عناصر به هم پیوسته تشکیل شده‌اند که برهم‌کنش‌های آنها باعث ایجاد رفتارها و الگوهای نوظهور می‌شود. ماهیت پویای شبکه‌ها برای درک پدیده‌هایی مانند انتشار اطلاعات در شبکه‌های اجتماعی، تکامل گونه‌ها در شبکه‌های بیولوژیکی یا انعطاف‌پذیری شبکه‌های ارتباطی در علوم کامپیوتر ضروری است.

## تکامل زمانی
پویایی شبکه تاکید قابل توجهی بر درک تکامل زمانی شبکه‌ها دارد و تغییرات پیچیده‌ای را که در طول زمان آشکار می‌شود، آشکار می‌کند. مطالعه تکامل زمانی برای درک مکانیسم‌های زیربنایی حاکم بر رفتار دینامیکی سیستم‌های به هم پیوسته اساسی است.

### اتصال پویا
یکی از جنبه‌های حیاتی تکامل زمانی شامل ماهیت پویای اتصال (Connectivity) در یک شبکه است. شبکه‌ها با روابط و پیوندهای بین واحدهای منفرد مشخص می‌شوند، که می‌توانند گره‌هایی باشند که نهادهایی مانند افراد در یک شبکه اجتماعی یا ژن‌ها در یک شبکه بیولوژیکی را نشان می‌دهند. این اتصالات در معرض انطباق مداوم هستند که منعکس کننده تعاملات و روابط در حال تکامل بین عناصر شبکه است.
به عنوان مثال، در یک شبکه اجتماعی، اتصال پویا ممکن است به صورت شکل‌گیری و انحلال دوستی‌ها ظاهر شود و بر ساختار کلی و انسجام شبکه تأثیر بگذارد. در شبکه‌های بیولوژیکی، اتصال پویا، روابط متغیر بین موجودات مولکولی، مانند پروتئین‌هایی که در یک سلول برهم‌کنش دارند، نشان می‌دهد.

### سازگاری‌های ساختاری
تکامل زمانی به سازگاری‌های ساختاری در یک شبکه گسترش می‌یابد. این شامل تغییرات در معماری کلی، سازماندهی و توپولوژی شبکه در طول زمان است. درک سازگاری‌های ساختاری برای تشخیص اینکه چگونه شبکه به محرک‌های خارجی، پویایی‌های داخلی یا آشفتگی‌ها پاسخ می‌دهد ضروری است.
در زمینه شبکه‌های تکنولوژیکی، سازگاری‌های ساختاری ممکن است شامل پیکربندی مجدد مسیرهای ارتباطی در پاسخ به تقاضاها یا شکست‌های در حال تغییر باشد. در شبکه‌های زیست محیطی، می‌تواند نشان دهنده تغییرات در توزیع گونه‌ها یا تغییرات در ساختار شبکه غذایی در طول زمان باشد.

### دینامیک ویژگی‌ها
تکامل زمانی همچنین شامل تغییرات پویا در ویژگی‌های مرتبط با گره‌ها یا پیوند‌های جداگانه در شبکه است. گره‌ها ممکن است تغییراتی در ویژگی‌های خود، مانند سطوح فعالیت، تأثیر، یا سایر ویژگی‌های مرتبط نشان دهند. پیوند‌ها که نشان‌دهنده روابط هستند، می‌توانند در قدرت، اهمیت یا نوع تغییر کنند.
به عنوان مثال، در یک شبکه مالی، پویایی ویژگی ممکن است شامل نوسانات در اعتبار واحدها باشد که بر ثبات کلی شبکه تأثیر می‌گذارد. در یک شبکه حمل و نقل، دینامیک ویژگی می‌تواند تغییرات در ظرفیت یا کارایی اتصالات بین راس‌ها را نشان دهد.

### دینامیک در جریان اطلاعات
تکامل زمانی به طور پیچیده‌ای با پویایی جریان اطلاعات در یک شبکه گره خورده است. انتشار اطلاعات، نفوذ یا سیگنال‌ها بین گره‌ها فرآیندی پویا است که رفتار نوظهور شبکه را شکل می‌دهد. مطالعه دینامیک جریان اطلاعات برای کاربردهایی مانند پیش‌بینی گسترش روندها در شبکه‌های اجتماعی یا درک انتشار سیگنال‌ها در شبکه‌های ارتباطی بسیار مهم است.

## دینامیک گره‌ها و پیوند‌ها
در قلمرو پویایی شبکه، گره‌ها و پیوند‌های منفرد موجودیت‌های پویایی هستند که نقشی محوری در شکل‌دهی رفتار کلی شبکه دارند. مطالعه دینامیک گره و پیوند شامل بررسی این است که چگونه این مؤلفه‌های اساسی دستخوش تغییرات می‌شوند و بر ماهیت در حال تکامل سیستم‌های به هم پیوسته تأثیر می‌گذارند.

### دینامیک گره‌ها

#### فعال‌سازی و غیرفعال‌سازی
گره‌ها که نهادهای موجود در یک شبکه را نشان می‌دهند، رفتارهای پویا مانند فعال‌سازی و غیرفعال‌سازی را نشان می‌دهند. فعال‌سازی ممکن است به معنای افزایش فعالیت، اهمیت یا تأثیر یک گره باشد، در حالی که غیرفعال‌سازی شامل کاهش این ویژگی‌ها است. درک الگوها و محرک‌های فعال‌سازی و غیرفعال‌سازی گره برای رمزگشایی ماهیت تطبیقی شبکه‌ها ضروری است.
به عنوان مثال، در شبکه‌های اجتماعی، پویایی گره‌ها را می‌توان با تأثیرگذاری بیشتر افراد در جوامع خود یا برعکس، کنار کشیدن از مشارکت فعال مشاهده کرد. در شبکه‌های بیولوژیکی، گره‌ها ممکن است در پاسخ به محرک‌های خارجی فعال شوند و فرآیندهای سلولی مختلف را آغاز کنند.

#### تغییرات ویژگی
فراتر از فعال‌سازی و غیرفعال‌سازی، گره‌ها می‌توانند تغییرات دینامیکی در ویژگی‌های خود داشته باشند. این ویژگی‌ها ممکن است شامل ویژگی‌هایی مانند مرکزیت گره، درجه یا سایر ویژگی‌های مرتبط باشند. تغییرات مشخصه پویا به تنوع حالت‌هایی که گره‌ها می‌توانند در شبکه به عهده بگیرند کمک می‌کند و بر ساختار و عملکرد کلی آن تأثیر می‌گذارد.
به عنوان مثال، در یک شبکه حمل و نقل، گره‌ها ممکن است به طور پویا ویژگی‌های خود را تغییر دهند، که نشان دهنده تغییرات در بار ترافیک، سطوح تراکم یا اهمیت گره است. در یک شبکه تحقیقاتی مشترک، گره‌های محقق ممکن است به صورت پویا ویژگی‌ها را بر اساس خروجی انتشار یا الگوهای همکاری خود تغییر دهند.

### دینامیک پیوندها

#### تشکیل و انحلال
پیوند‌ها، نشان دهنده روابط بین گره‌ها، اتصال دهنده‌های پویا هستند که در طول زمان شکل می‌گیرند و حل می‌شوند. دینامیک پیوند شامل انطباق مداوم اتصالات بین گره‌ها، شکل دادن به ساختار کلی و انسجام شبکه است. درک دینامیک تشکیل پیوند و انحلال برای رمزگشایی انعطاف‌پذیری و انعطاف‌پذیری سیستم‌های شبکه‌ای بسیار مهم است.
به عنوان مثال، در یک شبکه ارتباطی، دینامیک پیوند ممکن است به صورت برقراری و خاتمه اتصالات بین دستگاه‌ها ظاهر شود. در شبکه‌های اکولوژیکی، پیوند‌ها ممکن است روابط شکارچی-شکار را نشان دهند که به صورت پویا بر اساس شرایط محیطی شکل می‌گیرند و حل می‌شوند.

#### قدرت و وزن پویا
پیوند‌ها می‌توانند تغییرات دینامیکی را در قدرت یا وزن نشان دهند که منعکس کننده تغییرات در شدت یا اهمیت روابطی است که نشان می‌دهند. بررسی قدرت و وزن پویا برای درک اینکه چگونه تأثیر یا تأثیر روابط بین گره‌ها در طول زمان تکامل می‌یابد ضروری است.
به عنوان مثال، در یک شبکه اقتصادی، استحکام پیوند پویا می‌تواند نشان دهنده تغییرات در سطح تراکنش‌های مالی بین واحدها باشد. در یک شبکه هم نویسندگی، وزن پیوند پویا ممکن است نشان دهنده تغییرات در شدت همکاری بین محققان باشد.

## همگام‌سازی و جفت‌شدگی
همگام سازی (Synchronization) و جفت شدگی (Coupling) در پویایی شبکه، پدیده‌های جذابی را نشان می‌دهد که در آن عناصر درون یک شبکه رفتار هماهنگی از خود نشان می‌دهند یا بر پویایی یکدیگر تأثیر می‌گذارند. این تعاملات پویا نقش مهمی در شکل‌دهی ویژگی‌های نوظهور سیستم‌های به هم پیوسته در رشته‌های مختلف دارند.

### انسجام و همگام‌سازی زمانی
انسجام زمانی (Temporal Coherence)، یا همگام‌سازی، به تمایل گره‌ها یا عناصر درون یک شبکه برای تکامل به شیوه‌ای هماهنگ در طول زمان اشاره دارد. این پدیده زمانی مشاهده می‌شود که گره‌ها حالت‌ها یا رفتارهای خود را برای هم‌سویی با گره‌های همسایه تنظیم می‌کنند. همگام‌سازی می‌تواند پیامدهای عمیقی برای پویایی کلی یک شبکه داشته باشد و بر پایداری، استحکام و عملکرد آن تأثیر بگذارد.
به عنوان مثال، در یک شبکه عصبی، همگام‌سازی ممکن است به صورت شلیک ریتمیک نورون‌ها ظاهر شود که به عملکردهای شناختی مانند حافظه و ادراک کمک می‌کند. در یک شبکه برق، همگام‌سازی می‌تواند برای حفظ فرکانس پایدار در ژنراتورهای به هم پیوسته حیاتی باشد.

### جفت شدگی فضایی و دینامیک جمعی
جفت شدگی فضایی (Spatial Coupling) شامل تأثیری است که یک بخش از یک شبکه بر دیگری اعمال می‌کند و باعث پویایی جمعی (Collective Dynamics) می‌شود. قدرت و الگوهای اتصال می‌توانند متفاوت باشند و بر رفتار کلی شبکه تأثیر بگذارند. درک جفت شدگی فضایی برای کشف اینکه چگونه تعاملات محلی به پدیده‌های جهانی کمک می‌کند ضروری است.
در شبکه‌های اجتماعی، جفت شدگی فضایی ممکن است رخ دهد زیرا جوامع محلی بر نظرات یا رفتارهای یکدیگر تأثیر می‌گذارند. در شبکه‌های اکولوژیکی، جفت شدگی فضایی می‌تواند نشان دهنده الگوهای مهاجرت گونه‌ها باشد که بر پویایی اکوسیستم‌های به هم پیوسته تأثیر می‌گذارد.

### گذار فاز و جفت‌شدگی بحرانی
دینامیک شبکه اغلب گذار فاز (Phase Transitions) را نشان می‌دهد، جایی که سیستم در نتیجه تغییرات در قدرت جفت شدن، تغییرات ناگهانی در رفتار خود می‌کند. نقاط جفت بحرانی آستانه‌هایی را نشان می دهد که در آن سیستم از یک حالت به حالت دیگر منتقل می‌شود. بررسی گذار فاز و جفت بحرانی برای درک انعطاف‌پذیری و پایداری شبکه‌ها اساسی است.
به عنوان مثال، در یک شبکه مالی، زمانی که پیوستگی مؤسسات مالی به نقطه‌ای می‌رسد که سیستم به شدت در برابر شکست‌های آبشاری آسیب‌پذیر می‌شود، ممکن است جفت بحرانی مشاهده شود. در یک شبکه اجتماعی، نقاط جفت بحرانی می‌تواند نشانه‌ای از نقاط اوج در پذیرش روندها یا رفتارهای جدید باشد.

### جفت‌شدگی ناهمگن و شبکه‌های چندلایه
پویایی شبکه با در نظر گرفتن جفت ناهمگن (Heterogeneous Couple) در لایه‌های مختلف یا انواع تعاملات پیچیده‌تر می‌شود. شبکه‌های چندلایه، که در آن گره‌ها و پیوند‌ها در لایه‌های متقابل متعدد وجود دارند، بعد جدیدی را به دینامیک همگام‌سازی و جفت شدگی معرفی می‌کنند. درک اینکه چگونه لایه‌های مختلف یک شبکه بر یکدیگر تأثیر می‌گذارند، به مطالعه سیستم‌های شبکه‌شده پیچیدگی می‌افزاید.
به عنوان مثال، در شبکه های حمل و نقل، جفت ناهمگن ممکن است شامل تعامل بین ترافیک وسایل نقلیه، حمل و نقل عمومی، و جریان عابر پیاده باشد، که هر لایه بر پویایی کلی ترافیک تأثیر می گذارد. در شبکه‌های بیولوژیکی، فعل و انفعالات چند لایه می‌توانند مکانیسم‌های تنظیمی مرتبط با ژن‌ها، پروتئین‌ها و مسیرهای سیگنالینگ را نشان دهند.

## انعطاف‌پذیری و استحکام
درک انعطاف‌پذیری (resilience) و استحکام شبکه‌ها یک تمرکز کلیدی در پویایی شبکه است و چگونگی واکنش سیستم‌های متصل به هم به اختلالات خارجی، خرابی‌ها یا حملات عمدی را روشن می‌کند. مطالعه انعطاف‌پذیری و استحکام برای طراحی شبکه‌هایی که می‌توانند در برابر چالش‌های پویا در حوزه‌های مختلف مقاومت کرده و سازگار شوند، حیاتی است.

### مقاومت در برابر شکست
انعطاف‌پذیری در پویایی شبکه به ظرفیت یک سیستم برای حفظ عملکرد و ساختار خود در مواجهه با اختلالات داخلی یا خارجی اشاره دارد. شبکه‌هایی که انعطاف‌پذیر هستند می‌توانند با اختلالات سازگار شوند، خود را مجدداً پیکربندی کنند و به طور مؤثر به فعالیت خود ادامه دهند. انعطاف‌پذیری به‌ویژه در زیرساخت‌های حیاتی مانند شبکه‌های ارتباطی، سیستم‌های حمل‌ونقل و شبکه‌های برق مرتبط است.
به عنوان مثال، در یک شبکه ارتباطی، رفتار انعطاف‌پذیر ممکن است شامل تغییر مسیر ترافیک در پاسخ به خرابی پیوند یا قطع شدن گره باشد. در یک شبکه بیولوژیکی، انعطاف‌پذیری می‌تواند به عنوان توانایی یک اکوسیستم برای بازیابی از از دست دادن گونه‌ها یا تغییرات محیطی ظاهر شود.

### استحکام در برابر حملات
از سوی دیگر، استحکام بر توانایی شبکه برای حفظ عملکرد خود در مواجهه با حملات عمدی یا اختلالات هدفمند تمرکز دارد. درک استحکام برای ایمن‌سازی سیستم‌ها در برابر فعالیت‌های مخرب و تضمین پایداری شبکه‌های حیاتی ضروری است.
به عنوان مثال، در یک شبکه کامپیوتری، استحکام ممکن است شامل توانایی مقاومت در برابر حملات انکار سرویس توزیع شده (DDoS) از طریق اقدامات تطبیقی مانند تعادل بار یا فیلتر کردن ترافیک باشد. در یک شبکه اجتماعی، استحکام می‌تواند به توانایی سیستم برای مقاومت در برابر انتشار اطلاعات نادرست یا دستکاری هدفمند مربوط باشد.

### افزونگی و انحطاط ساختاری
پویایی شبکه اغلب از مفاهیم افزونگی ساختاری و انحطاط برای افزایش انعطاف‌پذیری استفاده می‌کند. افزونگی ساختاری شامل وجود مسیرها یا اتصالات جایگزین در داخل شبکه است که امکان تغییر مسیر و حفظ عملکرد را در مواجهه با خرابی‌ها فراهم می‌کند. انحطاط به توانایی عناصر مختلف در شبکه برای انجام عملکردهای مشابه، ارائه انعطاف‌پذیری و سازگاری اشاره دارد.
در یک شبکه حمل و نقل، افزونگی ساختاری ممکن است شامل مسیرهای جایگزین برای ترافیک در صورت بسته شدن جاده باشد. در یک شبکه بیولوژیکی، انحطاط می‌تواند به صورت ژن‌ها یا پروتئین‌های متعددی که عملکردهای مشابهی را انجام می‌دهند، تظاهر کند که امکان سازگاری با شرایط محیطی در حال تغییر را فراهم می‌کند.

### سیم‌کشی مجدد تطبیقی و انعطاف‌پذیری تکاملی
شبکه‌های پویا اغلب مکانیسم‌های سیم‌کشی مجدد تطبیقی را نشان می‌دهند، جایی که الگوهای اتصال می‌توانند در پاسخ به شرایط در حال تحول تغییر کنند. درک سیم‌کشی مجدد تطبیقی برای درک نحوه سازماندهی و تنظیم شبکه‌ها برای حفظ عملکرد بسیار مهم است.
در یک شبکه اجتماعی، سیم‌کشی مجدد تطبیقی ممکن است شامل ایجاد ارتباطات جدید یا جدا شدن از ارتباطات موجود بر اساس تغییر ترجیحات یا نظرات باشد. در یک شبکه اکولوژیکی، سیم‌کشی مجدد تطبیقی می‌تواند نشان دهنده تغییراتی در روابط شکارچی-شکار در پاسخ به تغییرات محیطی باشد.

### شکست‌های آبشاری و آسیب‌پذیری‌های سیستمی
مطالعه انعطاف‌پذیری و استحکام نیز شامل بررسی پتانسیل شکست‌های آبشاری است، جایی که شکست یک عنصر باعث ایجاد یک اثر دومینو می‌شود که منجر به اختلالات گسترده می‌شود. درک آسیب‌پذیری‌های سیستمیک برای شناسایی نقاط بحرانی شکست و توسعه استراتژی‌هایی برای کاهش تأثیر آنها ضروری است.
در یک شبکه برق، خرابی‌های آبشاری ممکن است زمانی رخ دهد که خرابی یک پست منجر به اضافه بار در پست های متصل به هم شود. در یک شبکه مالی، آسیب‌پذیری‌های سیستمی می‌تواند از مؤسسات به هم پیوسته ناشی شود و تأثیر یک بحران مالی محلی را تشدید کند.